# Venta Belgarum
Venta Belgarum fu una città della Britannia romana, oggi nota come Winchester, nella contea inglese dell'Hampshire, che era la capitale della tribù locale dei Belgae.
Il nome Venta in brittonico significa "città" o "luogo di incontro".

## Sviluppo

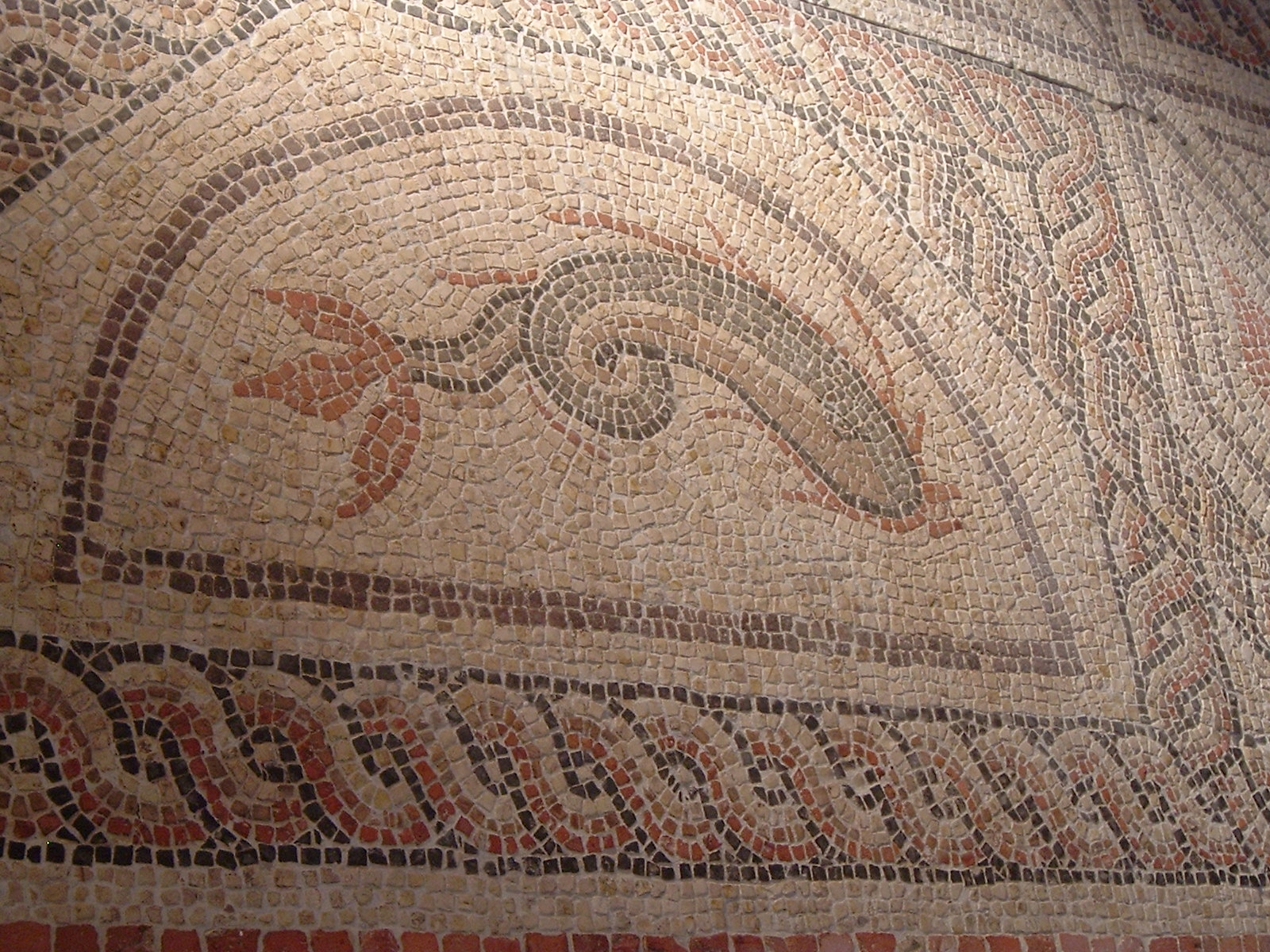
Mosaico romano rinvenuto a Venta, ora conservato nel museo di Winchester

Sebbene non vi siano riscontri archeologici relativi all'esistenza di un oppidum pre-romano come a Verulamium o di una città come a Calleva Atrebatum, in prossimità del sito si trovano molti castellieri dell'Età del ferro: St Catherine's Hill, Oram's Arbour e Worthy Down.
L'insediamento di Venta fu fondato verso il 70 d.C., in parte sul sito di Oram's Arbour, che per alcuni anni era rimasto abbandonato.
Il corso del fiume Itchen fu deviato e fu stabilita una griglia di strade. Attorno alla città, nel II secolo, furono realizzati un terrapieno e un fossato difensivi, cui nel corso del III secolo fu aggiunto un muro in pietra.
All'interno della città sorgevano molte domus raffinate e molti edifici pubblici, come templi e terme.

## Religione
Il complesso foro-basilica includeva probabilmente un tempio dedicato alla Triade Capitolina (Giove, Giunone e Minerva) e una colonna dedicata a Giove.
In un altro punto della città vi era un tempio in stile romano-britannico dedicato alla dea celtica dei cavalli Epona.
A nord della città, a Lankhills, si estendeva una vasta area cimiteriale romano-britannica; un'altra si trovava a est della città.
Scavi della necropoli furono eseguiti dall'archeologo britannico Julian Richards nel 1998 e, ulteriormente, nel 2013, per la serie televisiva della BBC Meet the Ancestors.

## Declino

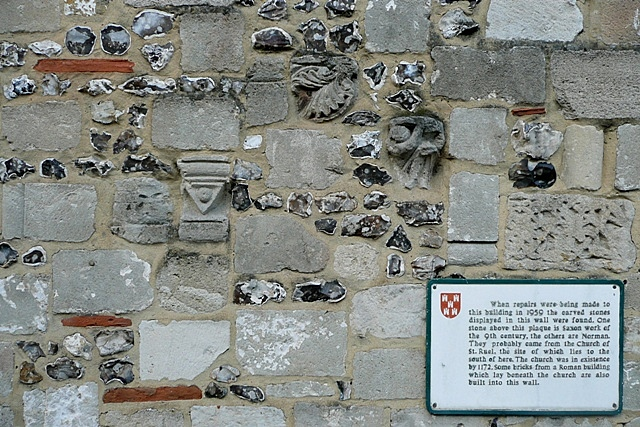
Mattoni rossi romani sono visibili in utilizzo misto con materiale medievale in questo muro della St. George's Street

Dalla metà del IV secolo, si arrestò ogni nuovo sviluppo di Venta. Le abitazioni caddero in rovina e il sistema fognario cessò di funzionare.
La popolazione si concentrò nelle aree più elevate e più asciutte.
I sistemi difensivi furono comunque rinforzati e i cimiteri rimasero in uso, con l'evidenza di sepolture di maschi che indossavano le cinture cosiddette mercenarie di stile militare.
Ford identifica la comunità come Cair Guinntguic.
Dopo il ritiro dei Romani dalla Britannia (410 d.C.), sembra che la vita urbana cessò attorno al 450, anche se sembra che un piccolo centro amministrativo possa aver continuato ad esistere in corrispondenza del successivo palazzo anglosassone.
Nel frangente dell'invasione anglosassone della Britannia, i cimiteri datati al VI e al VII secolo indicano una ripresa dell'insediamento e Wintanceastre divenne il luogo usuale della corte dei re del Wessex e, successivamente, di altri re d'Inghilterra sassoni, dani e normanni.